# PTAB-2.5
PTAB-2.5 (ros. ПТАБ-2.5) – radziecka bomba przeciwczołgowa małego wagomiaru.